# 河雍街道
河雍街道，是中华人民共和国河南省焦作市孟州市下辖的一个乡镇级行政单位。

## 行政区划
河雍街道下辖以下地区：
华鑫社区、育新社区、关耿村、赵唐村、钱唐村、富村、钱庄村、东田丈村、西田丈村、陈庄村、马窑村、兰窑村、小宋庄村、东王庄村、王庙村和太子村。